# Lalobidius lootensi
Lalobidius lootensi är en insektsart som först beskrevs av Synave 1956.  Lalobidius lootensi ingår i släktet Lalobidius och familjen kilstritar. Inga underarter finns listade i Catalogue of Life.